# Анкалагон
Анкалагон (синд. Ancalagon,«стремительные челюсти») — в легендариуме Дж. Р. Р. Толкина величайший из крылатых огнедышащих драконов Моргота и предводитель их стаи. 

## Происхождение имени
Имя Анкалагон происходит из синдарина. В переводе оно означает «стремительные челюсти».
Также у Анкалагона есть старо-английская (или англо-саксонская) версия имени. Она звучит как Андракка. Она представлена в Книге Утраченных Сказаний как перевод на древнеанглийский язык имени Анкалагона британским мореходом Эльфвином (англ. Aelwine), являющимся персонажем, связывающим мир толкиеновского Легендариума с нашим миром. 

## Образ у Толкина
Анкалагон — первый крылатый дракон Средиземья, предок Рамалоки, крылатых огнедышащих драконов. Крылатые драконы представляли собой последний резерв войск Моргота в Войне Гнева. Благодаря их натиску Тёмному Властелину впервые за всю войну удалось не только остановить, но и обратить вспять войска Валинора, наступавшие на Тангородрим. Однако ситуацию переломила воздушная атака Эарендила и орлов Манвэ во главе гигантского воинства птиц. В этом воздушном сражении Анкалагон Чёрный был повержен Эарендилом, и, смертельно раненый, упал и разрушил твердыни Тангородрима.
Анкалагон Чёрный упоминается также в тексте «Властелина Колец», когда Гэндальф рассуждает с Фродо о возможности уничтожения Кольца Всевластья:

Говорят, Кольца Власти плавятся в огненном дыхании летучих змеев, но на земле повывелась прежняя порода драконов, а у нынешней пламя слабое и для такого дела не годится. Ко всему этому добавим, что не родился ещё на свет тот дракон (включая Анкалагона Чёрного), что переварил бы Единое Кольцо, Кольцо Власти, сделанное самим Сауроном.— Толкин Дж. Р. Р. Властелин колец. Братство Кольца. — Часть 1, глава 2 «Тень былого». — Перевод В. Каменкович, М. Каррик.

## Литературная критика
Исследователи проводят параллели между Анкалагоном и Мидгардсормом, морским змеем из скандинавской мифологии, который сражается с Тором во время Рагнарёка. Противостояние Эарендила и Анкалагона в Войне Гнева сравнивают с битвой архангела Михаила с драконом, о которой повествуется в Откровении Иоанна Богослова. Для сюжета «Сильмариллиона» персонаж играет значительную роль в разрушении Тангородрима и эволюции своей расы в качестве первого крылатого дракона. 

## Влияние образа

### Биология
В честь Анкалагона названы:
- Род вымерших млекопитающих анкалагон (Ankalagon).
- Род вымерших червей-приапулид Ancalagon.